# Rift Sud-Ouest
Pour les articles homonymes, voir Rift.

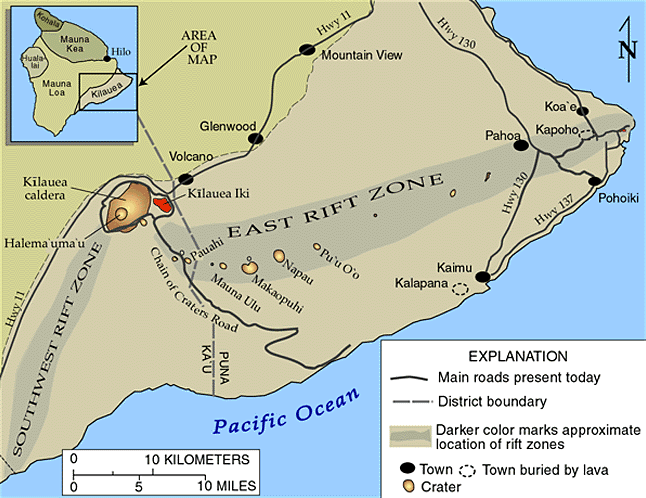
Carte des grandes structures du Kīlauea dont le rift Sud-Ouest.

Le rift Sud-Ouest, en anglais South West Rift Zone, désigne la zone de faiblesse tectonique du flanc occidental du Kīlauea, volcan des États-Unis situé à Hawaï. Les éruptions volcaniques y surviennent préférentiellement en raison des mouvements de distension qui écartent les terrains de part et d'autre de ce corridor. Il est souligné par un ensemble de cônes, de cratères et de fissures volcaniques ainsi que des failles.

## Géographie
Le rift Sud-Ouest est situé dans le Sud de l'archipel, de l'île et de l'État d'Hawaï. Il est entièrement situé dans le district de Kaʻū du comté d'Hawaï et en majorité dans le parc national des volcans d'Hawaï à l'exception de son extrémité méridionale.
Il s'étire sur une trentaine de kilomètres entre le rebord sud-ouest de la caldeira sommitale du Kīlauea et l'océan Pacifique selon une direction sud-ouest puis sud-sud-ouest à mi-pente, soit d'un peu plus de 1 200 mètres d'altitude jusqu'au niveau de la mer. Dans sa moitié supérieure, il est occupé par le désert de Kaʻū, une région couverte de coulées de lave et de couches de cendres et de téphras tandis qu'au sud s'étend une végétation arborescente xérique entrecoupée de coulées. Il est longé au nord par la Hawaii Route 11 et le flanc méridional du Mauna Loa. À l'exception d'une portion de la Crater Rim Road à son extrémité septentrionale le long du rebord de la caldeira, seuls des sentiers de randonnée parcourent le rift Sud-Ouest : le Crater Rim Trail doublant la Crater Rim Road, le Kaʻū Desert Trail sur toute sa longueur à l'exception de sa partie Sud et le Mauna Iki Trail dans le sens de la largeur dans sa moitié amont. Il n'est pas habité mais sa localité la plus proche, Pahala, se trouve à quelques kilomètres à l'ouest de son extrémité méridionale.

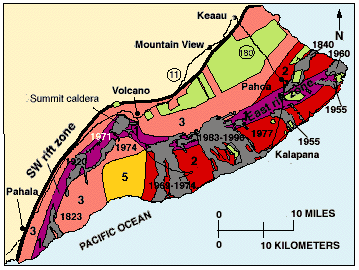
Carte des zones à risque volcanique du Kīlauea et des grandes coulées de lave historiques dont celles du rift Sud-Ouest classé en risque maximal.

Ce rift correspond à une zone de faiblesse du sol en raison de l'injection souterraine de magma alimenté par le point chaud d'Hawaï. Il en résulte en surface des failles mais aussi des reliefs volcaniques avec des fissures comme le Great Crack, des cônes comme le Mauna Iki, le Puʻu Kukae, les Kamakaiʻa Hills, le Puʻu Kou, le Yellow Cone et le Puʻu Kolekole ainsi que des cratères comme les Twin Pit Craters et le Cone Crater.

## Histoire
Le rift Sud-Ouest constitue une des trois zones les plus actives du Kīlauea avec la caldeira sommitale et le rift Est. Ainsi au moins dix éruptions s'y sont produites dont quatre depuis l'arrivée des Européens dans l'archipel d'Hawaï au XVIIIe siècle avec celles de février à juillet 1823 sur le Great Crack, le 2 avril 1868, du 21 décembre 1919 au 30 juillet 1920 et du 24 au 29 septembre 1974.